# 中西南
中西 南（なかにし みなみ、1996年11月30日 - ）は、日本のAV女優、元プロ雀士。

## 経歴
プロ雀士として活動中の2019年7月、ソフト・オン・デマンドから「本物麻雀プロ AV出演!!」としてデビュー。

## 出演作品
2019年
- 本物麻雀プロ AV出演!!（7月11日、SODクリエイト）
- 身近な生活空間で手の綺麗な人っていますよね？そんな人たちに日常空間で手コキされたら異常に興奮すると思うんですけどあなたもそう思いませんか?（9月13日、ケイ・エム・プロデュース）
- 酔った職場の先輩と彼女の家で朝までする酔い醒ましのシャワーセックス（9月27日、ケイ・エム・プロデュース）
- 引っ越しを終えて汗だくになったお隣さんと抱き合ったのはダンボール箱しかない生活感ゼロの部屋の中（11月8日、ケイ・エム・プロデュース）
- 本物麻雀プロ 中西南 祝中出し＆ぶっかけ同時解禁（11月21日、SODクリエイト）

2020年
- ボクの布団に朝帰りしたヤンキー義妹がもぐりこんできて…（1月17日、Z-MEN）
- 素人コスプレイヤーを媚薬バイブでアクメ強●!8（2月14日、Z-MEN）

### 配信限定

#### 羽田サラ名義
2019年
- 素人初撮り！真面目な顔してチンコには目がない（1月8日、天然むすめ）
- 密着合体！色白若妻をじっくり堪能!!（1月31日、HEYZO）
- 制服時代 ～連続2回中だしされたあの頃～（2月23日、天然むすめ）
- ゴックンしてください!!～お口に発射しちゃいます！～ （3月12日、HEYZO）
- 秘蔵マンコセレクション ～サラのおまんこ見てください～ （3月22日、天然むすめ）
- ときめき 〜天然微乳彼女のフェラは最高〜（4月11日、一本道）
- エンドレスセックス 羽田サラ（11月27日、一本道）
- スク水に着替えて泡ハメ（8月10日、天然むすめ）
- おんなのこのしくみ ～乳首はずーっと勃ちっぱなしです～（11月2日、天然むすめ）

2020年
- 恥じらいのお漏らし 羽田サラ（2月27日、一本道）
- 何度イっても終わらない！ ～挿入とイラマを繰り返し何度も鬼イキトランス～（3月10日、カリビアンコム）
- ちんぐり返しアナルいじりフェラ抜き スペシャル13 ～スキモノ、ポッチャリ、清楚系のテクニック～（10月15日、一本道）

2021年
- おもてなし ～チンポの扱い方が上手な女たち～（10月5日、一本道）

#### 白勢三友紀名義
2020年
- hitozuma1323（6月13日、Hey動画）
- hitozuma1327（7月23日、Hey動画）

#### 須田比美香名義
- HIMIKA
- HIMIKA2
- HIMIKA3
- HIMIKA4

#### まどか名義
2020年
- 清楚系美人OLがスケスケの下着を着て、セクシーポーズで誘惑してきます！特典映像で本編の高画質版とフェラとオナニーシーン（11月2日、アンドロゲン）

#### 真奈美名義
2020年
- 若くて美顔美乳ちっぱいS級スレンダー❤️六本木高級キャバ～銀座ホステス❤️極小激狭膣絞り生❤️膣奥大量中出し！（6月15日、エレ・D・キング）
- S級スレンダー❤️超極小な膣奥をバックで激ピスしたら激●ぴえん❤️仲直りして激狭膣に興奮の2連続大量中出し❤️（7月20日、エレ・D・キング）

#### ミナコ名義
2020年
- 黒パンスト×制服☆S級ギャルの美脚を包んだナイロン素材☆直穿きでオマンコ蒸れ蒸れ！黒スト＆CARON30デニールオールスルー！生中出し!!（6月18日、パンストフェチ❤️ひょっこり撮影会）
- 【3P連続中出し】＜S級美人で超美脚＞直穿き黒パンスト（25デニール）＋J〇制服で初3P!汗ばんだナイロンむれむれマンコの匂いを堪能して生挿入W2連続で膣奥に精子放出されて昇天!!（7月18日、パンストフェチ❤️ひょっこり撮影会）